# 6-та парашутна дивізія (Третій Рейх)

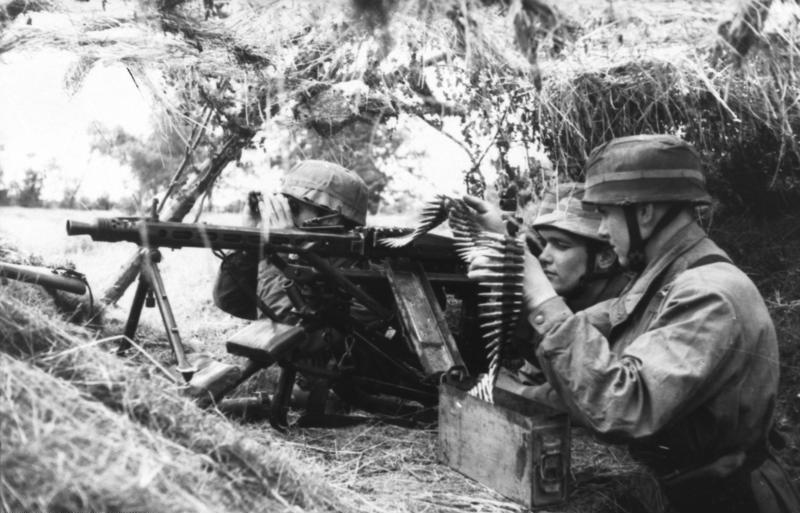
Німецькі десантники на вогневій позиції. Нормандія

6-та парашу́тна диві́зія (нім. 6. Fallschirmjäger-Division) — повітрянодесантна дивізія, елітне з'єднання у складі повітрянодесантних військ Німеччини часів Другої світової війни.

## Історія
Дивізія була сформована в червні 1944 на території північно-західної Франції у районі Ам'єна. До складу парашутної дивізії, яку формував генерал-лейтенант Рюдігер фон Гейкінг увійшли 16-й, 17-й та 18-й парашутні полки, а також 6-й артилерійський полк.
Незабаром, що до того, як дивізія вступила в бій, 16-й полк був перекинутий до Східного фронту в район Вільнюса, де пізніше був включений до складу 2-ї парашутно-танкової гренадерської дивізії «Герман Герінг» парашутно-танкового корпусу «Герман Герінг» як 3-й парашутно-гренадерський полк дивізії.
Решта 6-ї дивізії брала участь у запеклих боях на території північно-західної Франції, намагаючись зупинити просування союзних військ, проте, зазнавши важких втрат, була відведена до Голландії на переформування. Із залишків дивізійних частин та підрозділів в районі Меппель 15 жовтня 1944 розпочалося формування нової 6-ї дивізії. Не завершив до кінця формування дивізія скороченого складу була введена в битву в районі Арнему.
Дивізія вела бойові дії проти формувань 1-ї канадської армії під час битви в Нідерландах, операції «Верітейбл» та форсуванні британськими військами Рейну. На початку травня 1945 6-та парашутна дивізія капітулювала союзним військам.

## Райони бойових дій
- Франція та Бельгія (червень — вересень 1944);
- Нідерланди (жовтень 1944 — травень 1945).

## Склад дивізії
- 16-й парашутний полк (нім. Fallschirm-Jäger-Regiment 16)
- 17-й парашутний полк (нім. Fallschirm-Jäger-Regiment 17)
- 18-й парашутний полк (нім. Fallschirm-Jäger-Regiment 18)
- 6-й артилерійський полк (нім. Fallschirm-Artillerie-Regiment 6)
- 6-й протитанковий батальйон (нім. Fallschirm-Panzer-Jäger-Abteilung 6)
- 6-й мінометний дивізіон (нім. Fallschirm-Granatwerfer-Bataillon 6)
- 6-й зенітний батальйон (нім. Fallschirm-Flak-Abteilung 6)
- 6-й інженерний батальйон (нім. Fallschirm-Pionier-Bataillon 6)
- 6-й батальйон зв'язку (нім. Fallschirm-Luftnachrichten-Abteilung 6)
- 6-й запасний батальйон (нім. Fallschirm-Feldersatz-Bataillon 6)
- 6-й санітарний батальйон (нім. Fallschirm-Sanitäts-Abteilung 6)

## Командири дивізії
- генерал-лейтенант Рюдігер фон Гейкінг (нім. Rüdiger von Heyking) (1 травня — 3 вересня 1944);
- оберстлейтенант Гаррі Геррманн (нім. Harry Herrmann) (3 вересня — 1 жовтня 1944);
- генерал-лейтенант Герман Плохер (нім. Hermann Plocher) (1 жовтня 1944 — 8 травня 1945).